# Foametea din 1946–1947 (România)
Foametea din anii 1946–1947 din România a fost o perioadă de lipsuri alimentare majore în special la nivelul populației provinciei Moldova, consecință a unui complex de cauze: în principal seceta, dar și distrugerile agriculturii provocate de război, existența livrărilor de alimente impuse de condițiile armistițiului (și de existența Armatei Roșii), efectele negative ale reformei agrare din martie 1945, precum și lipsa de interes — în contextul ocupației sovietice — a guvernului, care nu a controlat zona de est a țării timp de un an.
Foametea din 1946–1947 a avut cauze multiple, complexe: operațiunile militare și distrugerile provocate de război, în martie – iunie 1944, în regiunile nordice și centrale ale Moldovei istorice; ocupația sovietică și jaful local sistematic al acesteia; pământul arabil nelucrat în 1945–1946; lipsa forței de muncă agricole în 1944–1946, populația moartă în război, prizonieră în lagărele sovietice sau plecată în refugiu în sud–vestul țării; lipsa precipitațiilor în 1945–1946; dezinteresul guvernului comunist Petru Groza pentru reluarea lucrărilor agricole sistematice în zonă; lipsa utilajelor și animalelor pentru lucrări agricole în 1944–1946.